# Лукьяновская площадь
Лукья́новская площадь — площадь в Шевченковском районе города Киева.
Расположена между улицами Сечевых Стрельцов, Дмитриевской, Дегтярёвской, Белорусской и Юрия Ильенко. Возникла в середине XIX века. Официальное название получила в 1869 году.
На площади находятся Лукьяновский рынок и торговый центр «Квадрат». Также здесь установлен памятник Погибшим сотрудникам трамвайного депо (архитектор О. К. Стукалов).

## Транспорт
- Троллейбусы 6, 16, 18, 19, 23
- Автобусы 9, 31
- Маршрутное такси 159, 166, 179, 181, 196, 217, 406, 417, 432, 439, 449, 464, 496, 499, 556, 558, 566, 574, 586, 597, 598-Д
- Трамвайные маршруты 14, 15
- Станция метро «Лукьяновская»
- Ж. д. вокзал Киев-Пассажирский (2,9 км)